# Kína–15
Kína–15 (DFH–2 1) kínai katonai távközlési műhold, az első, amit geostacionárius pályára állítottak.

## Küldetése
Tervezett feladata tesztelni a műhold technikai berendezéseit, szolgáltatásának lehetőségeit.

## Jellemzői
Gyártotta és üzemeltette a Kínai Tudományos Akadémia Speciális Technológia (kínaiul: 中国 空间 技术 研究院) (CAST) csoportja.

## Megnevezései
Kína–15; DFH–2 1 (Dong Fang Hong); PRC–15 (People's Republic of China); STTW-T2 (Shiyan Tongbu Tongxin Weixing); SW (Shiyan Weixing);  COSPAR: 1984-035A; Kódszáma: 14899.

## Története
1984. április 8-án Közép-Kínából a Xichang Satellite Launch Centerből, a LA–1 jelű indítóállványról egy kétfokozatú CZ–3 (Čchang Čeng) hordozórakétával indították közepes magasságú Föld körüli pályára. Az orbitális egység pályája 1434,69 perces, 22,08 fokos hajlásszögű, elliptikus pálya perigeuma 35 723 kilométer, az apogeuma 35 795 kilométer volt.
Az első kommunikációs műholdat, a Kína–14 STTW–T1 (1984. január 1-jén) állították pályára. Tervezett szolgálati ideje 4 év. Formája dob alakú, átmérője 2,1, magassága 3,1 méter, műszereinek tömege 433 kilogramm. Forgás-stabilizált, a giroszkóp tengelye Földre irányuló. Hővédelme, továbbfejlesztett telemetria rendszere (tárolókapacitás, adás/vétel stabilitása) zavartalanul működött. Az űregység két transzpondere C-sávos tartományban dolgozik. Távközlési berendezései közvetlen digitális rádió átviteli szolgáltatást, tömörített televíziós műsorszórást nyújtanak. Telemetria rendszere a kürt antennával biztosított vételt/adást. Az űreszköz felületét napelemek borították (300 W), éjszakai (földárnyék) energiaellátását kémiai akkumulátorok biztosították. Gázfúvókái segítségével alkalmas volt pályakorrekciók végrehajtására, a stabilitás segítésére. Hajtóanyag mennyisége 900 kilogramm.
A légkörbe történő belépésének ideje ismeretlen.